# Таале тема
Те́ма Таале — тема в шаховій композиції. Суть теми — вступним ходом розв'язується біла фігура і лінійна чорна фігура. Розв'язана чорна фігура в захистах робить критичні ходи і при оголошені мату перекривається білими.

## Історія
Вперше на дану ідею в 1926 році була складена задача шаховим композитором з Нідерландів К. Таале (10.02.1890 — ?).
Білі розв'язують свою фігуру для створення загрози, але й розв'язують чорну лінійну фігуру. Чорні, захищаючись від загрози, проходять через критичне поле, і білі, використовуючи це послаблення, оголошують мат чорному королю, виключаючи чорну фігуру на критичному полі, через яке щойно вона пройшла.
Ідея дістала назву — тема Таале.
|   | a | b | c | d | e | f | g | h |   |
| 8 | h8 чорний кінь · b7 білий слон · f7 чорний пішак · h7 білий ферзь · a6 білий король · f6 біла тура · g6 чорний ферзь · d5 чорна тура · d4 білий кінь · e4 чорний король · h4 білий пішак · f3 білий кінь · g3 білий пішак · c2 білий пішак · f2 білий пішак · g2 чорний пішак · d1 біла тура · e1 чорний кінь · h1 чорна тура | h8 чорний кінь · b7 білий слон · f7 чорний пішак · h7 білий ферзь · a6 білий король · f6 біла тура · g6 чорний ферзь · d5 чорна тура · d4 білий кінь · e4 чорний король · h4 білий пішак · f3 білий кінь · g3 білий пішак · c2 білий пішак · f2 білий пішак · g2 чорний пішак · d1 біла тура · e1 чорний кінь · h1 чорна тура | h8 чорний кінь · b7 білий слон · f7 чорний пішак · h7 білий ферзь · a6 білий король · f6 біла тура · g6 чорний ферзь · d5 чорна тура · d4 білий кінь · e4 чорний король · h4 білий пішак · f3 білий кінь · g3 білий пішак · c2 білий пішак · f2 білий пішак · g2 чорний пішак · d1 біла тура · e1 чорний кінь · h1 чорна тура | h8 чорний кінь · b7 білий слон · f7 чорний пішак · h7 білий ферзь · a6 білий король · f6 біла тура · g6 чорний ферзь · d5 чорна тура · d4 білий кінь · e4 чорний король · h4 білий пішак · f3 білий кінь · g3 білий пішак · c2 білий пішак · f2 білий пішак · g2 чорний пішак · d1 біла тура · e1 чорний кінь · h1 чорна тура | h8 чорний кінь · b7 білий слон · f7 чорний пішак · h7 білий ферзь · a6 білий король · f6 біла тура · g6 чорний ферзь · d5 чорна тура · d4 білий кінь · e4 чорний король · h4 білий пішак · f3 білий кінь · g3 білий пішак · c2 білий пішак · f2 білий пішак · g2 чорний пішак · d1 біла тура · e1 чорний кінь · h1 чорна тура | h8 чорний кінь · b7 білий слон · f7 чорний пішак · h7 білий ферзь · a6 білий король · f6 біла тура · g6 чорний ферзь · d5 чорна тура · d4 білий кінь · e4 чорний король · h4 білий пішак · f3 білий кінь · g3 білий пішак · c2 білий пішак · f2 білий пішак · g2 чорний пішак · d1 біла тура · e1 чорний кінь · h1 чорна тура | h8 чорний кінь · b7 білий слон · f7 чорний пішак · h7 білий ферзь · a6 білий король · f6 біла тура · g6 чорний ферзь · d5 чорна тура · d4 білий кінь · e4 чорний король · h4 білий пішак · f3 білий кінь · g3 білий пішак · c2 білий пішак · f2 білий пішак · g2 чорний пішак · d1 біла тура · e1 чорний кінь · h1 чорна тура | h8 чорний кінь · b7 білий слон · f7 чорний пішак · h7 білий ферзь · a6 білий король · f6 біла тура · g6 чорний ферзь · d5 чорна тура · d4 білий кінь · e4 чорний король · h4 білий пішак · f3 білий кінь · g3 білий пішак · c2 білий пішак · f2 білий пішак · g2 чорний пішак · d1 біла тура · e1 чорний кінь · h1 чорна тура | 8 |
| 7 | h8 чорний кінь · b7 білий слон · f7 чорний пішак · h7 білий ферзь · a6 білий король · f6 біла тура · g6 чорний ферзь · d5 чорна тура · d4 білий кінь · e4 чорний король · h4 білий пішак · f3 білий кінь · g3 білий пішак · c2 білий пішак · f2 білий пішак · g2 чорний пішак · d1 біла тура · e1 чорний кінь · h1 чорна тура | h8 чорний кінь · b7 білий слон · f7 чорний пішак · h7 білий ферзь · a6 білий король · f6 біла тура · g6 чорний ферзь · d5 чорна тура · d4 білий кінь · e4 чорний король · h4 білий пішак · f3 білий кінь · g3 білий пішак · c2 білий пішак · f2 білий пішак · g2 чорний пішак · d1 біла тура · e1 чорний кінь · h1 чорна тура | h8 чорний кінь · b7 білий слон · f7 чорний пішак · h7 білий ферзь · a6 білий король · f6 біла тура · g6 чорний ферзь · d5 чорна тура · d4 білий кінь · e4 чорний король · h4 білий пішак · f3 білий кінь · g3 білий пішак · c2 білий пішак · f2 білий пішак · g2 чорний пішак · d1 біла тура · e1 чорний кінь · h1 чорна тура | h8 чорний кінь · b7 білий слон · f7 чорний пішак · h7 білий ферзь · a6 білий король · f6 біла тура · g6 чорний ферзь · d5 чорна тура · d4 білий кінь · e4 чорний король · h4 білий пішак · f3 білий кінь · g3 білий пішак · c2 білий пішак · f2 білий пішак · g2 чорний пішак · d1 біла тура · e1 чорний кінь · h1 чорна тура | h8 чорний кінь · b7 білий слон · f7 чорний пішак · h7 білий ферзь · a6 білий король · f6 біла тура · g6 чорний ферзь · d5 чорна тура · d4 білий кінь · e4 чорний король · h4 білий пішак · f3 білий кінь · g3 білий пішак · c2 білий пішак · f2 білий пішак · g2 чорний пішак · d1 біла тура · e1 чорний кінь · h1 чорна тура | h8 чорний кінь · b7 білий слон · f7 чорний пішак · h7 білий ферзь · a6 білий король · f6 біла тура · g6 чорний ферзь · d5 чорна тура · d4 білий кінь · e4 чорний король · h4 білий пішак · f3 білий кінь · g3 білий пішак · c2 білий пішак · f2 білий пішак · g2 чорний пішак · d1 біла тура · e1 чорний кінь · h1 чорна тура | h8 чорний кінь · b7 білий слон · f7 чорний пішак · h7 білий ферзь · a6 білий король · f6 біла тура · g6 чорний ферзь · d5 чорна тура · d4 білий кінь · e4 чорний король · h4 білий пішак · f3 білий кінь · g3 білий пішак · c2 білий пішак · f2 білий пішак · g2 чорний пішак · d1 біла тура · e1 чорний кінь · h1 чорна тура | h8 чорний кінь · b7 білий слон · f7 чорний пішак · h7 білий ферзь · a6 білий король · f6 біла тура · g6 чорний ферзь · d5 чорна тура · d4 білий кінь · e4 чорний король · h4 білий пішак · f3 білий кінь · g3 білий пішак · c2 білий пішак · f2 білий пішак · g2 чорний пішак · d1 біла тура · e1 чорний кінь · h1 чорна тура | 7 |
| 6 | h8 чорний кінь · b7 білий слон · f7 чорний пішак · h7 білий ферзь · a6 білий король · f6 біла тура · g6 чорний ферзь · d5 чорна тура · d4 білий кінь · e4 чорний король · h4 білий пішак · f3 білий кінь · g3 білий пішак · c2 білий пішак · f2 білий пішак · g2 чорний пішак · d1 біла тура · e1 чорний кінь · h1 чорна тура | h8 чорний кінь · b7 білий слон · f7 чорний пішак · h7 білий ферзь · a6 білий король · f6 біла тура · g6 чорний ферзь · d5 чорна тура · d4 білий кінь · e4 чорний король · h4 білий пішак · f3 білий кінь · g3 білий пішак · c2 білий пішак · f2 білий пішак · g2 чорний пішак · d1 біла тура · e1 чорний кінь · h1 чорна тура | h8 чорний кінь · b7 білий слон · f7 чорний пішак · h7 білий ферзь · a6 білий король · f6 біла тура · g6 чорний ферзь · d5 чорна тура · d4 білий кінь · e4 чорний король · h4 білий пішак · f3 білий кінь · g3 білий пішак · c2 білий пішак · f2 білий пішак · g2 чорний пішак · d1 біла тура · e1 чорний кінь · h1 чорна тура | h8 чорний кінь · b7 білий слон · f7 чорний пішак · h7 білий ферзь · a6 білий король · f6 біла тура · g6 чорний ферзь · d5 чорна тура · d4 білий кінь · e4 чорний король · h4 білий пішак · f3 білий кінь · g3 білий пішак · c2 білий пішак · f2 білий пішак · g2 чорний пішак · d1 біла тура · e1 чорний кінь · h1 чорна тура | h8 чорний кінь · b7 білий слон · f7 чорний пішак · h7 білий ферзь · a6 білий король · f6 біла тура · g6 чорний ферзь · d5 чорна тура · d4 білий кінь · e4 чорний король · h4 білий пішак · f3 білий кінь · g3 білий пішак · c2 білий пішак · f2 білий пішак · g2 чорний пішак · d1 біла тура · e1 чорний кінь · h1 чорна тура | h8 чорний кінь · b7 білий слон · f7 чорний пішак · h7 білий ферзь · a6 білий король · f6 біла тура · g6 чорний ферзь · d5 чорна тура · d4 білий кінь · e4 чорний король · h4 білий пішак · f3 білий кінь · g3 білий пішак · c2 білий пішак · f2 білий пішак · g2 чорний пішак · d1 біла тура · e1 чорний кінь · h1 чорна тура | h8 чорний кінь · b7 білий слон · f7 чорний пішак · h7 білий ферзь · a6 білий король · f6 біла тура · g6 чорний ферзь · d5 чорна тура · d4 білий кінь · e4 чорний король · h4 білий пішак · f3 білий кінь · g3 білий пішак · c2 білий пішак · f2 білий пішак · g2 чорний пішак · d1 біла тура · e1 чорний кінь · h1 чорна тура | h8 чорний кінь · b7 білий слон · f7 чорний пішак · h7 білий ферзь · a6 білий король · f6 біла тура · g6 чорний ферзь · d5 чорна тура · d4 білий кінь · e4 чорний король · h4 білий пішак · f3 білий кінь · g3 білий пішак · c2 білий пішак · f2 білий пішак · g2 чорний пішак · d1 біла тура · e1 чорний кінь · h1 чорна тура | 6 |
| 5 | h8 чорний кінь · b7 білий слон · f7 чорний пішак · h7 білий ферзь · a6 білий король · f6 біла тура · g6 чорний ферзь · d5 чорна тура · d4 білий кінь · e4 чорний король · h4 білий пішак · f3 білий кінь · g3 білий пішак · c2 білий пішак · f2 білий пішак · g2 чорний пішак · d1 біла тура · e1 чорний кінь · h1 чорна тура | h8 чорний кінь · b7 білий слон · f7 чорний пішак · h7 білий ферзь · a6 білий король · f6 біла тура · g6 чорний ферзь · d5 чорна тура · d4 білий кінь · e4 чорний король · h4 білий пішак · f3 білий кінь · g3 білий пішак · c2 білий пішак · f2 білий пішак · g2 чорний пішак · d1 біла тура · e1 чорний кінь · h1 чорна тура | h8 чорний кінь · b7 білий слон · f7 чорний пішак · h7 білий ферзь · a6 білий король · f6 біла тура · g6 чорний ферзь · d5 чорна тура · d4 білий кінь · e4 чорний король · h4 білий пішак · f3 білий кінь · g3 білий пішак · c2 білий пішак · f2 білий пішак · g2 чорний пішак · d1 біла тура · e1 чорний кінь · h1 чорна тура | h8 чорний кінь · b7 білий слон · f7 чорний пішак · h7 білий ферзь · a6 білий король · f6 біла тура · g6 чорний ферзь · d5 чорна тура · d4 білий кінь · e4 чорний король · h4 білий пішак · f3 білий кінь · g3 білий пішак · c2 білий пішак · f2 білий пішак · g2 чорний пішак · d1 біла тура · e1 чорний кінь · h1 чорна тура | h8 чорний кінь · b7 білий слон · f7 чорний пішак · h7 білий ферзь · a6 білий король · f6 біла тура · g6 чорний ферзь · d5 чорна тура · d4 білий кінь · e4 чорний король · h4 білий пішак · f3 білий кінь · g3 білий пішак · c2 білий пішак · f2 білий пішак · g2 чорний пішак · d1 біла тура · e1 чорний кінь · h1 чорна тура | h8 чорний кінь · b7 білий слон · f7 чорний пішак · h7 білий ферзь · a6 білий король · f6 біла тура · g6 чорний ферзь · d5 чорна тура · d4 білий кінь · e4 чорний король · h4 білий пішак · f3 білий кінь · g3 білий пішак · c2 білий пішак · f2 білий пішак · g2 чорний пішак · d1 біла тура · e1 чорний кінь · h1 чорна тура | h8 чорний кінь · b7 білий слон · f7 чорний пішак · h7 білий ферзь · a6 білий король · f6 біла тура · g6 чорний ферзь · d5 чорна тура · d4 білий кінь · e4 чорний король · h4 білий пішак · f3 білий кінь · g3 білий пішак · c2 білий пішак · f2 білий пішак · g2 чорний пішак · d1 біла тура · e1 чорний кінь · h1 чорна тура | h8 чорний кінь · b7 білий слон · f7 чорний пішак · h7 білий ферзь · a6 білий король · f6 біла тура · g6 чорний ферзь · d5 чорна тура · d4 білий кінь · e4 чорний король · h4 білий пішак · f3 білий кінь · g3 білий пішак · c2 білий пішак · f2 білий пішак · g2 чорний пішак · d1 біла тура · e1 чорний кінь · h1 чорна тура | 5 |
| 4 | h8 чорний кінь · b7 білий слон · f7 чорний пішак · h7 білий ферзь · a6 білий король · f6 біла тура · g6 чорний ферзь · d5 чорна тура · d4 білий кінь · e4 чорний король · h4 білий пішак · f3 білий кінь · g3 білий пішак · c2 білий пішак · f2 білий пішак · g2 чорний пішак · d1 біла тура · e1 чорний кінь · h1 чорна тура | h8 чорний кінь · b7 білий слон · f7 чорний пішак · h7 білий ферзь · a6 білий король · f6 біла тура · g6 чорний ферзь · d5 чорна тура · d4 білий кінь · e4 чорний король · h4 білий пішак · f3 білий кінь · g3 білий пішак · c2 білий пішак · f2 білий пішак · g2 чорний пішак · d1 біла тура · e1 чорний кінь · h1 чорна тура | h8 чорний кінь · b7 білий слон · f7 чорний пішак · h7 білий ферзь · a6 білий король · f6 біла тура · g6 чорний ферзь · d5 чорна тура · d4 білий кінь · e4 чорний король · h4 білий пішак · f3 білий кінь · g3 білий пішак · c2 білий пішак · f2 білий пішак · g2 чорний пішак · d1 біла тура · e1 чорний кінь · h1 чорна тура | h8 чорний кінь · b7 білий слон · f7 чорний пішак · h7 білий ферзь · a6 білий король · f6 біла тура · g6 чорний ферзь · d5 чорна тура · d4 білий кінь · e4 чорний король · h4 білий пішак · f3 білий кінь · g3 білий пішак · c2 білий пішак · f2 білий пішак · g2 чорний пішак · d1 біла тура · e1 чорний кінь · h1 чорна тура | h8 чорний кінь · b7 білий слон · f7 чорний пішак · h7 білий ферзь · a6 білий король · f6 біла тура · g6 чорний ферзь · d5 чорна тура · d4 білий кінь · e4 чорний король · h4 білий пішак · f3 білий кінь · g3 білий пішак · c2 білий пішак · f2 білий пішак · g2 чорний пішак · d1 біла тура · e1 чорний кінь · h1 чорна тура | h8 чорний кінь · b7 білий слон · f7 чорний пішак · h7 білий ферзь · a6 білий король · f6 біла тура · g6 чорний ферзь · d5 чорна тура · d4 білий кінь · e4 чорний король · h4 білий пішак · f3 білий кінь · g3 білий пішак · c2 білий пішак · f2 білий пішак · g2 чорний пішак · d1 біла тура · e1 чорний кінь · h1 чорна тура | h8 чорний кінь · b7 білий слон · f7 чорний пішак · h7 білий ферзь · a6 білий король · f6 біла тура · g6 чорний ферзь · d5 чорна тура · d4 білий кінь · e4 чорний король · h4 білий пішак · f3 білий кінь · g3 білий пішак · c2 білий пішак · f2 білий пішак · g2 чорний пішак · d1 біла тура · e1 чорний кінь · h1 чорна тура | h8 чорний кінь · b7 білий слон · f7 чорний пішак · h7 білий ферзь · a6 білий король · f6 біла тура · g6 чорний ферзь · d5 чорна тура · d4 білий кінь · e4 чорний король · h4 білий пішак · f3 білий кінь · g3 білий пішак · c2 білий пішак · f2 білий пішак · g2 чорний пішак · d1 біла тура · e1 чорний кінь · h1 чорна тура | 4 |
| 3 | h8 чорний кінь · b7 білий слон · f7 чорний пішак · h7 білий ферзь · a6 білий король · f6 біла тура · g6 чорний ферзь · d5 чорна тура · d4 білий кінь · e4 чорний король · h4 білий пішак · f3 білий кінь · g3 білий пішак · c2 білий пішак · f2 білий пішак · g2 чорний пішак · d1 біла тура · e1 чорний кінь · h1 чорна тура | h8 чорний кінь · b7 білий слон · f7 чорний пішак · h7 білий ферзь · a6 білий король · f6 біла тура · g6 чорний ферзь · d5 чорна тура · d4 білий кінь · e4 чорний король · h4 білий пішак · f3 білий кінь · g3 білий пішак · c2 білий пішак · f2 білий пішак · g2 чорний пішак · d1 біла тура · e1 чорний кінь · h1 чорна тура | h8 чорний кінь · b7 білий слон · f7 чорний пішак · h7 білий ферзь · a6 білий король · f6 біла тура · g6 чорний ферзь · d5 чорна тура · d4 білий кінь · e4 чорний король · h4 білий пішак · f3 білий кінь · g3 білий пішак · c2 білий пішак · f2 білий пішак · g2 чорний пішак · d1 біла тура · e1 чорний кінь · h1 чорна тура | h8 чорний кінь · b7 білий слон · f7 чорний пішак · h7 білий ферзь · a6 білий король · f6 біла тура · g6 чорний ферзь · d5 чорна тура · d4 білий кінь · e4 чорний король · h4 білий пішак · f3 білий кінь · g3 білий пішак · c2 білий пішак · f2 білий пішак · g2 чорний пішак · d1 біла тура · e1 чорний кінь · h1 чорна тура | h8 чорний кінь · b7 білий слон · f7 чорний пішак · h7 білий ферзь · a6 білий король · f6 біла тура · g6 чорний ферзь · d5 чорна тура · d4 білий кінь · e4 чорний король · h4 білий пішак · f3 білий кінь · g3 білий пішак · c2 білий пішак · f2 білий пішак · g2 чорний пішак · d1 біла тура · e1 чорний кінь · h1 чорна тура | h8 чорний кінь · b7 білий слон · f7 чорний пішак · h7 білий ферзь · a6 білий король · f6 біла тура · g6 чорний ферзь · d5 чорна тура · d4 білий кінь · e4 чорний король · h4 білий пішак · f3 білий кінь · g3 білий пішак · c2 білий пішак · f2 білий пішак · g2 чорний пішак · d1 біла тура · e1 чорний кінь · h1 чорна тура | h8 чорний кінь · b7 білий слон · f7 чорний пішак · h7 білий ферзь · a6 білий король · f6 біла тура · g6 чорний ферзь · d5 чорна тура · d4 білий кінь · e4 чорний король · h4 білий пішак · f3 білий кінь · g3 білий пішак · c2 білий пішак · f2 білий пішак · g2 чорний пішак · d1 біла тура · e1 чорний кінь · h1 чорна тура | h8 чорний кінь · b7 білий слон · f7 чорний пішак · h7 білий ферзь · a6 білий король · f6 біла тура · g6 чорний ферзь · d5 чорна тура · d4 білий кінь · e4 чорний король · h4 білий пішак · f3 білий кінь · g3 білий пішак · c2 білий пішак · f2 білий пішак · g2 чорний пішак · d1 біла тура · e1 чорний кінь · h1 чорна тура | 3 |
| 2 | h8 чорний кінь · b7 білий слон · f7 чорний пішак · h7 білий ферзь · a6 білий король · f6 біла тура · g6 чорний ферзь · d5 чорна тура · d4 білий кінь · e4 чорний король · h4 білий пішак · f3 білий кінь · g3 білий пішак · c2 білий пішак · f2 білий пішак · g2 чорний пішак · d1 біла тура · e1 чорний кінь · h1 чорна тура | h8 чорний кінь · b7 білий слон · f7 чорний пішак · h7 білий ферзь · a6 білий король · f6 біла тура · g6 чорний ферзь · d5 чорна тура · d4 білий кінь · e4 чорний король · h4 білий пішак · f3 білий кінь · g3 білий пішак · c2 білий пішак · f2 білий пішак · g2 чорний пішак · d1 біла тура · e1 чорний кінь · h1 чорна тура | h8 чорний кінь · b7 білий слон · f7 чорний пішак · h7 білий ферзь · a6 білий король · f6 біла тура · g6 чорний ферзь · d5 чорна тура · d4 білий кінь · e4 чорний король · h4 білий пішак · f3 білий кінь · g3 білий пішак · c2 білий пішак · f2 білий пішак · g2 чорний пішак · d1 біла тура · e1 чорний кінь · h1 чорна тура | h8 чорний кінь · b7 білий слон · f7 чорний пішак · h7 білий ферзь · a6 білий король · f6 біла тура · g6 чорний ферзь · d5 чорна тура · d4 білий кінь · e4 чорний король · h4 білий пішак · f3 білий кінь · g3 білий пішак · c2 білий пішак · f2 білий пішак · g2 чорний пішак · d1 біла тура · e1 чорний кінь · h1 чорна тура | h8 чорний кінь · b7 білий слон · f7 чорний пішак · h7 білий ферзь · a6 білий король · f6 біла тура · g6 чорний ферзь · d5 чорна тура · d4 білий кінь · e4 чорний король · h4 білий пішак · f3 білий кінь · g3 білий пішак · c2 білий пішак · f2 білий пішак · g2 чорний пішак · d1 біла тура · e1 чорний кінь · h1 чорна тура | h8 чорний кінь · b7 білий слон · f7 чорний пішак · h7 білий ферзь · a6 білий король · f6 біла тура · g6 чорний ферзь · d5 чорна тура · d4 білий кінь · e4 чорний король · h4 білий пішак · f3 білий кінь · g3 білий пішак · c2 білий пішак · f2 білий пішак · g2 чорний пішак · d1 біла тура · e1 чорний кінь · h1 чорна тура | h8 чорний кінь · b7 білий слон · f7 чорний пішак · h7 білий ферзь · a6 білий король · f6 біла тура · g6 чорний ферзь · d5 чорна тура · d4 білий кінь · e4 чорний король · h4 білий пішак · f3 білий кінь · g3 білий пішак · c2 білий пішак · f2 білий пішак · g2 чорний пішак · d1 біла тура · e1 чорний кінь · h1 чорна тура | h8 чорний кінь · b7 білий слон · f7 чорний пішак · h7 білий ферзь · a6 білий король · f6 біла тура · g6 чорний ферзь · d5 чорна тура · d4 білий кінь · e4 чорний король · h4 білий пішак · f3 білий кінь · g3 білий пішак · c2 білий пішак · f2 білий пішак · g2 чорний пішак · d1 біла тура · e1 чорний кінь · h1 чорна тура | 2 |
| 1 | h8 чорний кінь · b7 білий слон · f7 чорний пішак · h7 білий ферзь · a6 білий король · f6 біла тура · g6 чорний ферзь · d5 чорна тура · d4 білий кінь · e4 чорний король · h4 білий пішак · f3 білий кінь · g3 білий пішак · c2 білий пішак · f2 білий пішак · g2 чорний пішак · d1 біла тура · e1 чорний кінь · h1 чорна тура | h8 чорний кінь · b7 білий слон · f7 чорний пішак · h7 білий ферзь · a6 білий король · f6 біла тура · g6 чорний ферзь · d5 чорна тура · d4 білий кінь · e4 чорний король · h4 білий пішак · f3 білий кінь · g3 білий пішак · c2 білий пішак · f2 білий пішак · g2 чорний пішак · d1 біла тура · e1 чорний кінь · h1 чорна тура | h8 чорний кінь · b7 білий слон · f7 чорний пішак · h7 білий ферзь · a6 білий король · f6 біла тура · g6 чорний ферзь · d5 чорна тура · d4 білий кінь · e4 чорний король · h4 білий пішак · f3 білий кінь · g3 білий пішак · c2 білий пішак · f2 білий пішак · g2 чорний пішак · d1 біла тура · e1 чорний кінь · h1 чорна тура | h8 чорний кінь · b7 білий слон · f7 чорний пішак · h7 білий ферзь · a6 білий король · f6 біла тура · g6 чорний ферзь · d5 чорна тура · d4 білий кінь · e4 чорний король · h4 білий пішак · f3 білий кінь · g3 білий пішак · c2 білий пішак · f2 білий пішак · g2 чорний пішак · d1 біла тура · e1 чорний кінь · h1 чорна тура | h8 чорний кінь · b7 білий слон · f7 чорний пішак · h7 білий ферзь · a6 білий король · f6 біла тура · g6 чорний ферзь · d5 чорна тура · d4 білий кінь · e4 чорний король · h4 білий пішак · f3 білий кінь · g3 білий пішак · c2 білий пішак · f2 білий пішак · g2 чорний пішак · d1 біла тура · e1 чорний кінь · h1 чорна тура | h8 чорний кінь · b7 білий слон · f7 чорний пішак · h7 білий ферзь · a6 білий король · f6 біла тура · g6 чорний ферзь · d5 чорна тура · d4 білий кінь · e4 чорний король · h4 білий пішак · f3 білий кінь · g3 білий пішак · c2 білий пішак · f2 білий пішак · g2 чорний пішак · d1 біла тура · e1 чорний кінь · h1 чорна тура | h8 чорний кінь · b7 білий слон · f7 чорний пішак · h7 білий ферзь · a6 білий король · f6 біла тура · g6 чорний ферзь · d5 чорна тура · d4 білий кінь · e4 чорний король · h4 білий пішак · f3 білий кінь · g3 білий пішак · c2 білий пішак · f2 білий пішак · g2 чорний пішак · d1 біла тура · e1 чорний кінь · h1 чорна тура | h8 чорний кінь · b7 білий слон · f7 чорний пішак · h7 білий ферзь · a6 білий король · f6 біла тура · g6 чорний ферзь · d5 чорна тура · d4 білий кінь · e4 чорний король · h4 білий пішак · f3 білий кінь · g3 білий пішак · c2 білий пішак · f2 білий пішак · g2 чорний пішак · d1 біла тура · e1 чорний кінь · h1 чорна тура | 1 |
|   | a | b | c | d | e | f | g | h |   |

1. Sc6! ~ 2. Tf4#
1. ... Tf5 2. Se5#
1. ... T:d1 2. Scd4#
- — - — - — -
1. ... Ta5 2. Sa5#
1. ... Df5 2. Sg5#
1. Sd3 2. Sd2#